# نشان مریت
نشان لیاقت (Order of Merit) (فرانسوی: Ordre du Mérite‎) یکی از عالی‌ترین نشان‌های افتخاری در قلمروهای مشترک‌المنافع است که به پاس خدمات برجسته در زمینه‌های نیروهای مسلح، علوم، هنر، ادبیات یا ترویج فرهنگ اعطا می‌شود. این نشان در سال ۱۹۰۲ و توسط پادشاه ادوارد هفتم تأسیس گردید. انتخاب اعضا کاملاً به نظر شخصی پادشاه وقت بستگی دارد. نشان شایستگی تنها به ۲۴ عضو زنده از کشورهای مشترک‌المنافع تعلق می‌گیرد، اما اعضای افتخاری می‌توانند بدون محدودیت به این نشان دست یابند. اعضا با دریافت این نشان، حق استفاده از حروف پس‌نام OM و نشان مخصوص را به دست می‌آورند.

## ایده تأسیس

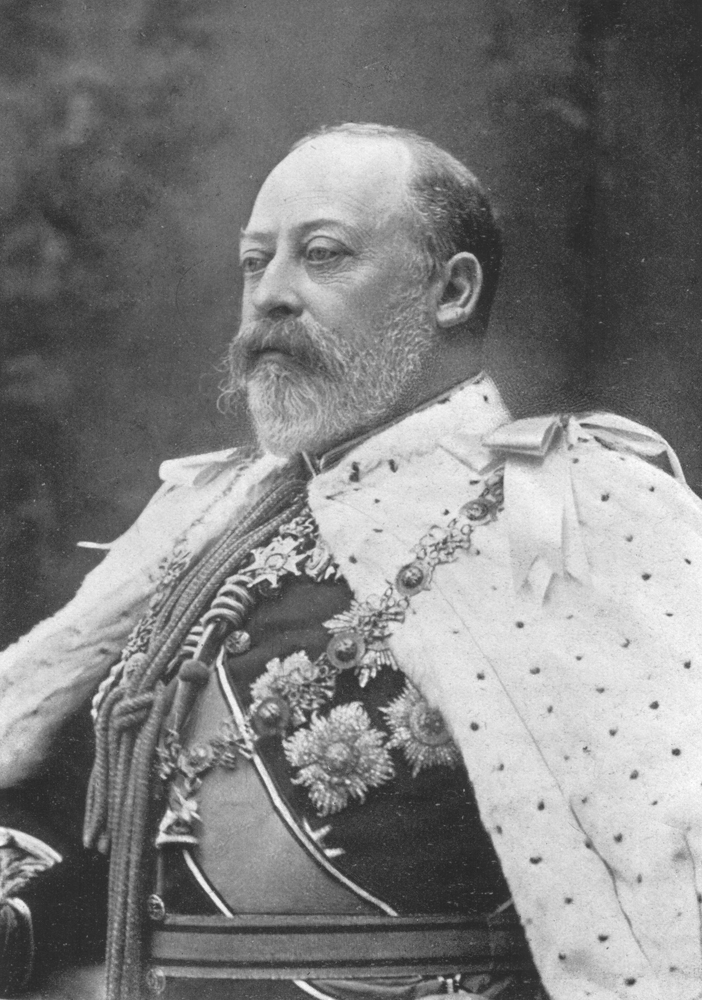
پادشاه ادوارد هفتم، بنیانگذار نشان شایستگی

ایده تأسیس چنین نشان افتخاری به دوران جورج سوم بازمی‌گردد، اما به دلیل بحث‌های گسترده و مناقشه‌برانگیز دربارهٔ شایستگی افراد، این طرح در نهایت کنار گذاشته شد. در دوران سلطنت ویکتوریا، تلاش‌هایی برای ایجاد چنین نشان‌هایی از سوی شاهزاده آلبرت و مقامات درباری صورت گرفت، اما این تلاش‌ها نیز به نتیجه نرسید. سرانجام، ادوارد هفتم، پسر ویکتوریا، این نشان را در ۲۶ ژوئن ۱۹۰۲ تأسیس کرد. هدف اصلی از تأسیس نشان شایستگی، تقدیر از خدمات برجسته در حوزه‌های نظامی، هنر، ادبیات و علوم بود.
از همان آغاز، تلاش‌هایی از سوی نخست‌وزیران برای تأثیرگذاری بر تصمیم‌گیری‌های پادشاه در مورد اعطای نشان انجام شد، اما دربار سلطنتی همواره اطلاعات مربوط به نامزدهای احتمالی را محرمانه نگه می‌داشت. پس از تصویب قانون وست‌مینستر در سال ۱۹۳۱ و استقلال کشورهایی از امپراتوری بریتانیا، این نشان همچنان به عنوان یک افتخار در قلمروهای مشترک‌المنافع باقی ماند. تغییرات دیگری نیز در قوانین نشان اعمال شد، از جمله امکان اعطای آن به اعضای نیروی هوایی سلطنتی در سال ۱۹۳۵ و گسترش پذیرش اعضای افتخاری از کشورهای دیگر در سال ۱۹۶۹.

## دریافت کنندگان
تمام شهروندان قلمروهای مشترک‌المنافع می‌توانند نامزد دریافت نشان شایستگی شوند، اما اعضای جدید فقط توسط پادشاه وقت انتخاب می‌شوند. این نشان که برخی آن را معتبرترین افتخاری می‌دانند که می‌توان بر روی زمین دریافت کرد، شامل یک شاخه نظامی نیز هست که در حال حاضر اعضایی ندارد. همچنین، افراد برجسته از کشورهای خارج از قلمروهای مشترک‌المنافع، مانند نلسون ماندلا و مادر ترزا، به عنوان اعضای افتخاری پذیرفته می‌شوند.
نشان شایستگی از ابتدا برای زنان نیز قابل دسترسی بوده و فلورانس نایتینگل نخستین زنی بود که در سال ۱۹۰۷ به این افتخار دست یافت. با این حال، برخی افراد برجسته از پذیرش این نشان خودداری کردند، از جمله جرج برنارد شاو و رودیارد کیپلینگ. شاهزاده فیلیپ، دوک ادینبرو، جوان‌ترین فردی بود که در سال ۱۹۶۸ توسط ملکه الیزابت دوم این نشان را دریافت کرد.

## شکل ظاهری

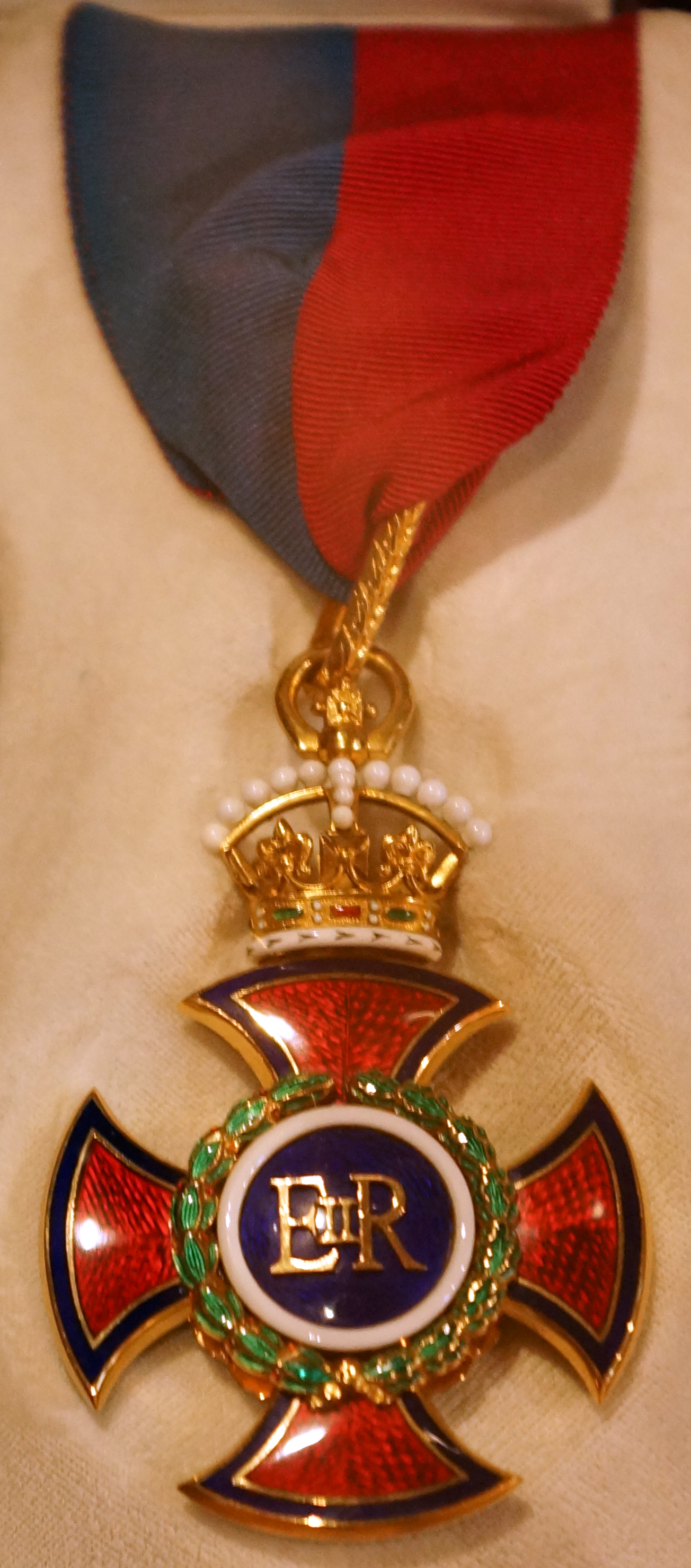
پشت نشان اعطا شده در دوران سلطنت الیزابت دوم، ۱۹۵۲–۲۰۲۲

نشان افتخار شامل یک مدال است که از تاجی طلایی تشکیل شده و یک صلیب پاتی قرمز مینایی از آن آویخته است. در مرکز این صلیب، دیسکی آبی‌رنگ قرار دارد که با حلقه‌ای از برگ‌های غار احاطه شده است. در طرف جلویی دیسک مرکزی مدال، عبارت "FOR MERIT" (به معنای «برای لیاقت») با حروف طلایی درج شده، و طرف پشتی آن شامل نشان سلطنتی پادشاه یا ملکه حاکم است. نشان مخصوص گروه نظامی با دو شمشیر متقاطع در پشت دیسک مرکزی از سایر نشان‌ها متمایز می‌شود.
روبان این نشان به دو نوار قرمز و آبی تقسیم شده است. روبان گردن ۵۰ میلی‌متر پهنا دارد، در حالی که روبان معمولی آن که برای استفاده نظامی یا غیرنظامی طراحی شده، دارای عرض استاندارد ۳۲ میلی‌متر است. مردان این نشان را بر روبان گردن به‌صورت آویز می‌پوشند، در حالی که زنان آن را به‌صورت روبانی که به شکل پاپیون درآمده و بر روی شانه چپ سنجاق شده است، استفاده می‌کنند. دستیاران ویژه ممکن است این نشان را بر روی طناب‌های زینتی خود نصب کنند. از سال ۱۹۹۱، مقرر شده که این نشان پس از فوت دریافت‌کننده به نهاد اعطاکننده بازگردانده شود.